# Mycoacia
Mycoacia is een geslacht van schimmels behorend tot de familie Meruliaceae.

## Soorten
Volgens Index Fungorum telt het geslacht 17 soorten (peildatum juli 2023):
| Soortnaam                                        | Auteur(s)                       | Publicatiejaar |
| ------------------------------------------------ | ------------------------------- | -------------- |
| Mycoacia angustata                               | H.S. Yuan                       | 2013           |
| Mycoacia aurea (Bleke stekelkorstzwam)           | (Fr.) J. Erikss. & Ryvarden     | 1976           |
| Mycoacia austro-occidentalis                     | Canf.                           | 1976           |
| Mycoacia bulliardii                              | Nikol. ex Parmasto              | 1967           |
| Mycoacia chrysella                               | (Berk. & M.A. Curtis) H. Furuk. | 1974           |
| Mycoacia flava                                   | (Cejp) Parmasto                 | 1967           |
| Mycoacia fuscoatra (Bruinzwarte stekelkorstzwam) | (Fr.) Donk                      | 1931           |
| Mycoacia gilvescens (Verkleurende poria)         | (Bres.) Zmitr.                  | 2018           |
| Mycoacia heterocystidia                          | (Sheng H. Wu) Spirin & Zmitr.   | 2004           |
| Mycoacia kunmingensis                            | (C.L. Zhao) Zmitr.              | 2018           |
| Mycoacia kurilensis                              | Parmasto                        | 1967           |
| Mycoacia livida (Veranderlijke aderzwam)         | (Pers.) Zmitr.                  | 2018           |
| Mycoacia nothofagi (Geurige houtzwam)            | (G. Cunn.) Ryvarden             | 1981           |
| Mycoacia odontoidea                              | (Sheng H. Wu) Spirin & Zmitr.   | 2004           |
| Mycoacia rubiginosa                              | Hjortstam & Ryvarden            | 2004           |
| Mycoacia squalina                                | (Fr.) M.P. Christ.              | 1960           |
| Mycoacia uda (Gele stekelkorstzwam)              | (Fr.) Donk                      | 1931           |